# René-Louis Baire
René-Louis Baire (n. 21 ianuarie 1874, Paris, Île-de-France, Franța – d. 5 iulie 1932, Chambéry, Savoie, Franța) a fost un matematician francez, cunoscut în special pentru teorema care îi poartă numele din topologie și analiză funcțională.

## Contribuții
Studiile sale au ca obiect principal teoria funcțiilor de o variabilă reală, domeniu în care a efectuat studii aprofundate descoperind funcțiile care îi poartă numele și care au stat la baza teoriei funcțiilor de o variabilă reală.
De asemenea, l-a preocupat descrierea descriptivă a funcțiilor și a efectuat o clasificare a funcțiilor analitice.
A introdus clasa funcțiilor semicontinue.
În 1899 a obținut o caracterizare a funcțiilor de clasa întâi.

## Scrieri
- Théorie des nombres irrationneles
- Cinq lettres sur la théorie des ensembles (1905).

Lucrările lui Baire au influențat cercetările unor matematicieni români ca: Aurel Angelescu și Florin Vasilescu.